# 鷲崎K太郎
鷲崎K太郎（わしざきけーたろう）は、2010年1月12日よりPodcast QRで配信されているインターネットラジオ（ポッドキャスト）。配信形式はmp3。
2012年3月31日、第56回を最終回とし、今後の更新は未定である。
パーソナリティは鷲崎健、K太郎。

## 概要
鷲崎は、月曜深夜（火曜未明）の「リッスン? 〜Live 4 Life〜」（25:00 - 27:00）にコーナーパーソナリティとして出演していたが、自分の担当コーナーまでに待ち時間があった。その待ち時間を利用し、ちょうど前の枠である「レコメン!」（22:00 - 25:00）の収録が終わったK太郎とトークを行い、配信していた。暇つぶしの為に始めた番組であり、2人はノーギャラで収録をしている。
しかし、鷲崎が2010年9月いっぱいで「リッスン?」から卒業したため、以降は不定期配信となった。
コーナーなどは特に定まっておらず、鷲崎とK太郎のフリートークによって構成される。リスナーからの投稿も受け付けており、メールのほかハガキによる投稿も可能。
当初、サイトのみが先行して公開され、配信が何も始まっていない状態だったにもかかわらず、iTunesのポッドキャストランキングで100位に入った。これを受け、1月9日に第0回としてK太郎による数分間の告知放送が流された。